# Isabel de Saint Malo
Isabel de Saint Malo, , née le 27 juin 1968 à Panama, est une diplomate et femme politique panaméenne. Elle est vice-présidente de la République et ministre des Affaires étrangères de 2014 à 2019, sous la présidence de Juan Carlos Varela.

## Biographie

### Études
En 1989, elle obtient une licence de relations internationales à l'université Saint-Joseph de Philadelphie, puis en 1995, un master d'administration des affaires à la Nova Southeastern University en Floride.

### Carrière professionnelle
En 1988, elle travaille à l'ambassade du Panama à Washington, puis l'année suivante au Centre pour la démocratie dans la même ville. De 1990 à 1992, elle est présente à la mission permanente du Panama aux Nations unies, puis, jusqu'en 1994, au ministère des Relations extérieures comme assistante du vice-ministre et ensuite comme assistante du ministre.
De 1994 à 2008, elle travaille dans le cadre du programme des Nations unies pour le développement. En 2006, elle est nommée directrice du consensus national. Depuis 2008, elle est devenue consultante à son compte.
Pour son travail, elle est reconnue par l'Association panaméenne des dirigeants des entreprises en 2012.

### Carrière politique
Sa carrière politique débute en janvier 2014, quand le candidat pour l'alliance panaméenne Juan Carlos Varela la désigne comme colistière, du fait qu'elle vient de la société civile, n'ayant jamais fait de politique jusque-là. Leur victoire à l'élection présidentielle du 4 mai 2014 lui permet d'accéder à la vice-présidence de la République le 1er juillet suivant. Elle est la première femme à assumer cette fonction. Elle quitte ses fonctions en 2019, à l'issue du mandat présidentiel.
En février 2022, elle dirige la mission d'observation de l'Organisation des États américains pour l'élection présidentielle qui se tient au Costa Rica.